# La Chapelle-Engerbold
Pour les articles homonymes, voir La Chapelle.
La Chapelle-Engerbold est une ancienne commune française, située dans le département du Calvados en région Normandie, devenue le 1er janvier 2016 une commune déléguée au sein de la commune nouvelle de Condé-en-Normandie.
Elle est peuplée de 90 habitants.

## Géographie
Située dans le canton de Condé-sur-Noireau et l'arrondissement de Vire, la commune est à l'est du Bocage virois. Son bourg est à 9 km au nord-ouest de Condé-sur-Noireau et à 7 km au nord-est de Vassy.
En retrait des grands axes routiers, la commune est traversée par la modeste route départementale no 105 qui joint Condé-sur-Noireau au sud-est à Montchamp à l'ouest. Le bourg y est relié par la D 310a qui conduit à Vassy au sud-ouest. Partant de la D 105 au sud du territoire, les D 310 et D 184 mènent respectivement à Vassy, au sud-ouest, et à Saint-Germain-du-Crioult, au sud.
La Chapelle-Engerbold est dans le bassin de l'Orne, par son sous-affluent la Druance qui délimite le territoire du nord au sud-est. Son affluent, le Tortillon, délimite le territoire au sud et la Ségande fait elle-même office de limite à l'ouest, avant de rejoindre le Tortillon au sud-ouest.
Le point culminant (206 m) se situe au nord, sur une colline entre les lieux-dits le Hamel Roger et Sur le Mont. Le point le plus bas (98 m) correspond à la sortie de la Druance du territoire, lieu du confluent du Tortillon, au sud-est. La commune est bocagère.
Le climat est océanique, comme dans tout l'Ouest de la France. La station météorologique la plus proche est Caen-Carpiquet, à 35 km. Le Bocage virois s'en différencie toutefois pour la pluviométrie annuelle qui, à La Chapelle-Engerbold, avoisine les 900 mm.
| Saint-Vigor-des-Mézerets | Saint-Vigor-des-Mézerets, Saint-Pierre-la-Vieille | Pontécoulant |
| Vassy                    | La Chapelle-Engerbold                             | Pontécoulant |
| Vassy                    | Saint-Germain-du-Crioult                          | Pontécoulant |

## Toponymie
Le toponyme est attesté sous les formes Capelle Engerbout en 1271[réf. non conforme], Capella Gerboldi et Capella Engerbot au XIVe siècle.

## Politique et administration
| Période                                  | Période   | Identité            | Étiquette | Qualité               |
| ---------------------------------------- | --------- | ------------------- | --------- | --------------------- |
| 1925                                     | 1950      | Léon Collet         |           |                       |
| 1950                                     | 1953      | Henri Sébire        |           |                       |
| 1953                                     | 1987      | Fernand Oblin       |           |                       |
| 1987                                     | 1993      | Pierre Aumont       | SE        |                       |
| 1993                                     | mars 2008 | Félix Lecois        | SE        |                       |
| mars 2008                                | En cours  | Jean-Pierre Vasnier | SE        | Responsable d'atelier |
| Les données manquantes sont à compléter. |           |                     |           |                       |

Le conseil municipal est composé de onze membres dont le maire et deux adjoints.

## Démographie
En 2021, la commune comptait 90 habitants. Depuis 2004, les enquêtes de recensement dans les communes de moins de 10 000 habitants ont lieu tous les cinq ans (en 2008, 2013, 2018, etc. pour La Chapelle-Engerbold) et les chiffres de population municipale légale des autres années sont des estimations.
La Chapelle-Engerbold comptait 457 habitants lors du premier recensement républicain en 1793, population jamais atteinte depuis.
| 1793 | 1800 | 1806 | 1821 | 1831 | 1836 | 1841 | 1846 | 1851 |
| ---- | ---- | ---- | ---- | ---- | ---- | ---- | ---- | ---- |
| 457  | 383  | 391  | 400  | 402  | 402  | 401  | 420  | 394  |

| 1856 | 1861 | 1866 | 1872 | 1876 | 1881 | 1886 | 1891 | 1896 |
| ---- | ---- | ---- | ---- | ---- | ---- | ---- | ---- | ---- |
| 349  | 330  | 306  | 297  | 296  | 278  | 253  | 232  | 228  |

| 1901 | 1906 | 1911 | 1921 | 1926 | 1931 | 1936 | 1946 | 1954 |
| ---- | ---- | ---- | ---- | ---- | ---- | ---- | ---- | ---- |
| 244  | 188  | 192  | 135  | 133  | 141  | 129  | 117  | 138  |

| 1962 | 1968 | 1975 | 1982 | 1990 | 1999 | 2008 | 2013 | 2018 |
| ---- | ---- | ---- | ---- | ---- | ---- | ---- | ---- | ---- |
| 125  | 109  | 87   | 93   | 86   | 79   | 110  | 105  | 101  |

| 2019 | - | - | - | - | - | - | - | - |
| ---- | - | - | - | - | - | - | - | - |
| 100  | - | - | - | - | - | - | - | - |

## Lieux et monuments

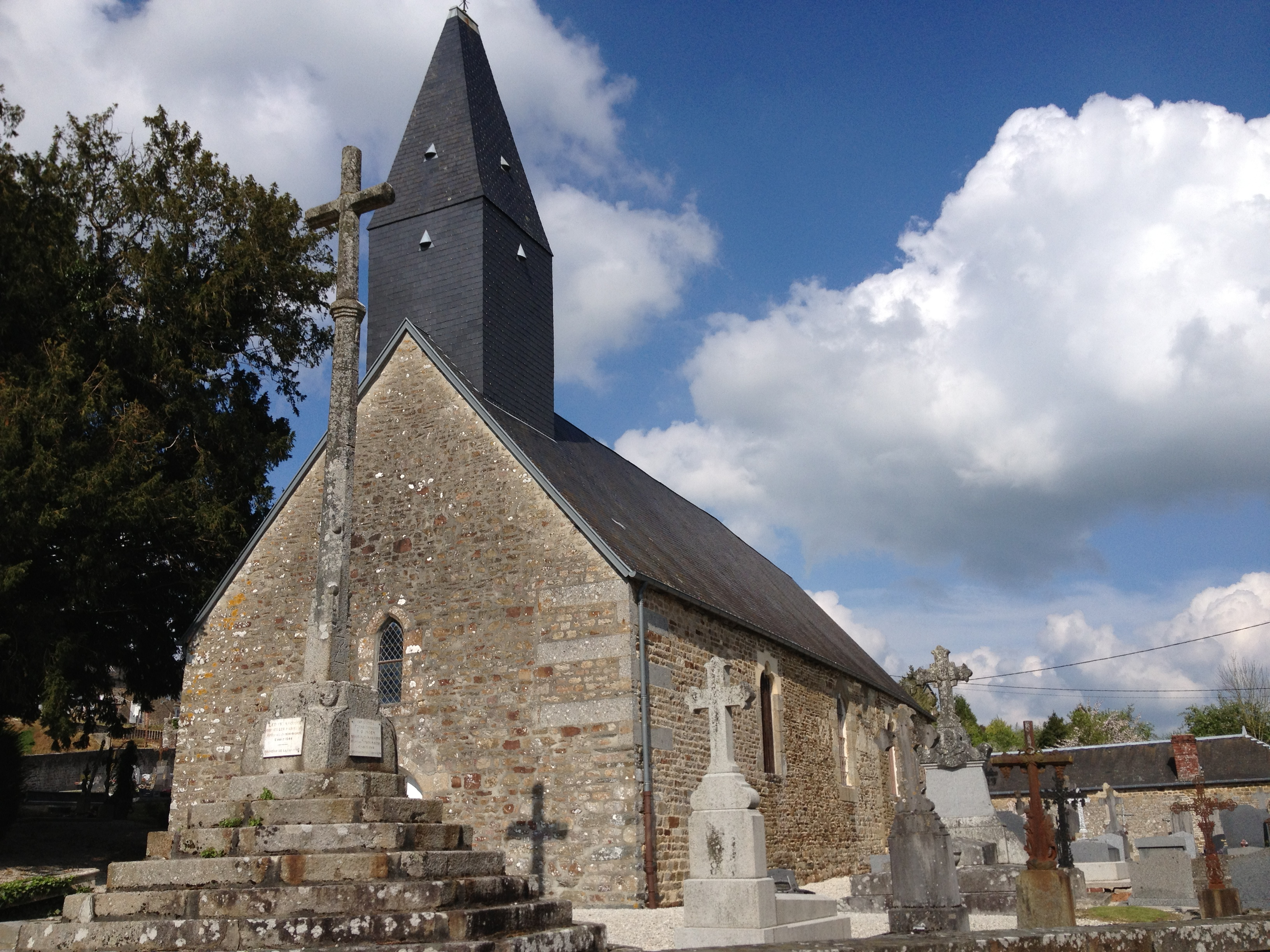
L'église Saint-Gerbold.

- Église Saint-Gerbold, avec autel du XVIIe siècle, tableau représentant saint Gerbold (évêque de Bayeux vers 690) et tabernacle du XVIIIe siècle.

## Activité et manifestations

### Jumelages
- Elsenfeld (Allemagne) depuis 2004, dans le cadre du jumelage Elsenfeld-Condé Intercom.

## La Chapelle-Engerbold dans les arts
L'épisode central du film Le Plaisir (1952) de Max Ophüls (La Maison Tellier) a été tourné à La Chapelle-Engerbold.